# Любини (Бежецкий район)
Любини — деревня в Поречьевском сельском поселении Бежецкого района Тверской области России.

## География
Деревня расположена у реки Осень.

## История
Согласно Списку населенных мест Тверской губернии 1859 года казённая деревня Любини относилась к 2 стану Бежецкого уезда Тверской губернии. В деревне имелось 47 дворов, проживало 142 мужчин и 139 женщин.

## Население
| 2008 | 2010 |
| ---- | ---- |
| 1    | ↘0   |